# جو جاك
جو جاك (بالإنجليزية: Joe Jacques)‏ (12 سبتمبر 1944 في المملكة المتحدة - 4 فبراير 1981 في المملكة المتحدة) هو لاعب كرة قدم بريطاني في مركز الدفاع. لعب مع بريستون نورث إيند ونادي ساوثيند يونايتد ونادي غيلينغهام ونادي هارتلبول يونايتد ونادي دارتفورد ولينكولن سيتي أف سي وكروك تاون ‏ ودارلينجتون إف سى.

## وصلات خارجية
- جو جاك على موقع قاعدة بيانات كرة القدم.إي يو (الإنجليزية)